# Volksgasmaske

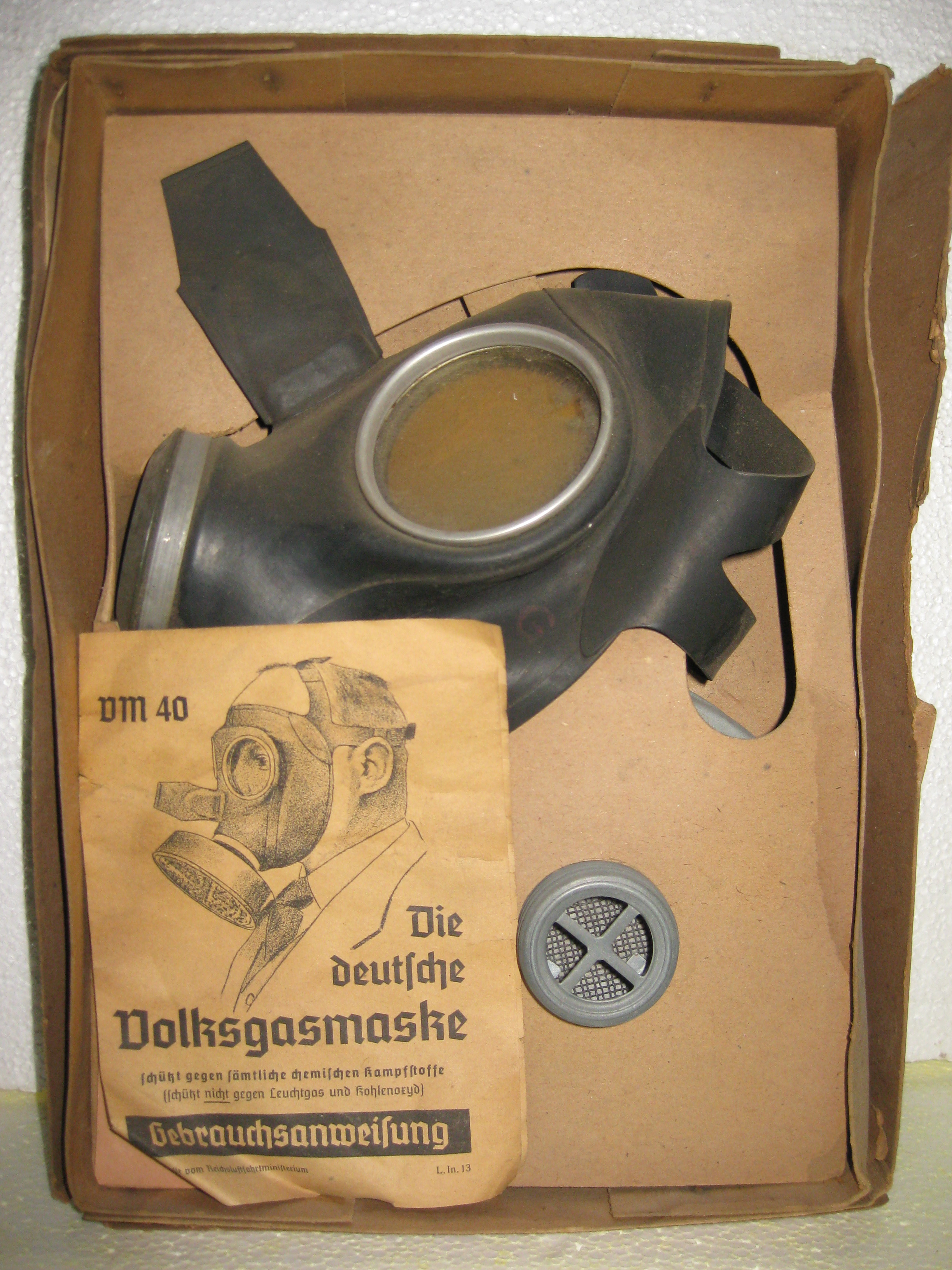
Volksgasmaske VM40

Volksgasmaske (pol. ludowa maska przeciwgazowa) – niemiecka maska przeciwgazowa przeznaczona dla ludności cywilnej w czasie II wojny światowej, w celu zmniejszenia skutków ewentualnego użycia broni chemicznej w kontekście bombardowania miast. W większości przypadków „ludowe maski przeciwgazowe” były mniej wydajne niż wersje wojskowe, ale można je było produkować szybciej i taniej.

## Opis
Volksgasmaske była w swojej pierwotnej wersji konstrukcją przypominającą kaptur, która otaczała większość głowy. W późniejszych wersjach zrezygnowano z kaptura, aby oszczędzić na gumie, zasłaniał on jedynie twarz i zapinany był na paski z tyłu głowy. Pod koniec wojny jakość „ludowych masek przeciwgazowych” coraz bardziej spadała, ostatnia wersja z 1944 roku była wykonana tylko z cienkiego materiału przypominającego gumę. Wszystkie cztery wersje (VM37, VM40, VM40 „ekonomiczna” i VM44), miały dwa oddzielne okulary, okrągły, przykręcany pochłaniacz i zawór wydechowy. Maska wydawana ludności od 1937 roku przeznaczona była do użycia maksymalnie przez 20 minut, w zależności od środka bojowego (przeciwko fosgenowi pięć minut) i umożliwiała ucieczkę z zagrożonego obszaru. Do końca wojny wyprodukowano 45 milionów „ludowych masek przeciwgazowych” dla niemieckiej ludności cywilnej. 